# 圓城寺真紀
圓城寺真紀（日語：円城寺マキ，12月8日—），日本女性漫畫家，出身自東京都。2004年以在少女漫畫雜誌《Petit comic》連載的《不・純愛》出道。其後亦在該漫畫雜誌連載多部作品；包括於2009年至2012年連載、於2016年獲改編為網絡連續劇的《快樂婚禮》；於2016年至2019年連載、於2020年獲改編為電視連續劇的《戀愛可以持續到天長地久》；於2019年至2021年連載、於2021年獲改編為電視連續劇的《我只是想說喜歡妳》等等。